# La 6
La 6, in seguito divenuta Sport Action, è stata un'emittente televisiva fondata nel 2003. Trasmetteva da Milano per tutta la Lombardia sul mux del digitale terrestre televisivo dell'operatore di rete milanese Multimedia San Polo (Telenova), in Emilia Romagna sul mux di Telemec e in Piemonte sul mux di Rete 7. È stata fino all'aprile 2017 la seconda rete del gruppo editoriale di Rete 55, con un'identità generalista. Dopo l'acquisizione da parte di Franco Bobbiese muterà la sua natura con un palinsesto incentrato soprattutto sui motori.

## Storia

### Gli albori
La rete nasce dalla preesistente (1976) Radio Laveno (103,2 MHz da Sasso del ferro) nel dicembre 1979 col nome Tele Laveno su iniziativa dell'imprenditore Franco Gargaglione. Direttore responsabile inizialmente è Luigi Foglia, poi diventando Televerbano direttore responsabile diventa il giornalista Claudio Perozzo e la sede è in Via Fortino 5, insieme alla radio "Radio Laveno". I canali (29, 47 e 59 UHF) sono buoni e il bacino naturale è coperto egregiamente, così che l'emittente si lega a Telereporter quando diventa Televerbano, mantenendo finestre di trasmissione locali nella fascia 19.00/1.00. Nel 1992 rinuncia alla nuova concessione e viene acquisita dal gruppo Rete 55 con la quale collaborava da anni, ed è fusa con la piemontese Teleserma. Le frequenze vengono poi acquisite da Varese TV che poi diventa La 6 sempre del gruppo di Rete 55.

### L'esperienza di Varese TV
Varese TV è il marchio intermedio di quella che per molti anni si è chiamata Televerbano, dopo la sua fusione con l'alessandrina Teleserma.
Inizia una nuova programmazione, rivolta all'informazione locale e allo sport. Vengono ripetuti i telegiornali mandati in onda dall'emittente gemella ed inoltre vengono mandate in onda in differita le partite della Pallacanestro Varese e del Varese.

### L'inizio di La 6
Nel 2003 adotta la denominazione di La 6, una denominazione meno locale e rivolta a future espansioni. Continua a mantenere l'impostazione di Varese TV, dando maggiore spazio agli eventi locali e all'informazione dalla zona del lago Maggiore.

### Il passaggio al digitale terrestre
Con il passaggio al digitale terrestre il canale ha esteso la sua copertura entrando a far parte del Mux di Rete 55 con la LCN 86.
Da febbraio 2013, per circa un anno, il canale ha ospitato in determinate fasce orarie (il tardo pomeriggio e la notte) la programmazione di 8 FM TV, canale di videoclip musicali di artisti degli anni '80.
La società editrice ha annunciato il 28 settembre 2016 l'acquisto di una LCN nazionale per un canale dedicato all'economia.

### Il cambio di proprietà del 2017
Nell'aprile 2017 l'emittente (marchio, autorizzazione e numerazione automatica sul telecomando LCN 86) è stata acquistata dalla Bobbiese Pubblicità e Comunicazione srl di Milano, concessionaria pubblicitaria televisiva. L'obiettivo della nuova proprietà è di lanciare La 6 come tv generalista con copertura pluriregionale con una programmazione basata su film, attualità e informazione sportiva, soprattutto basata sull'automotive (grazie ai programmi condotti da Franco Bobbiese). Direttore della testata giornalistica "Milano 1" che caratterizza il tg dell'emittente è Massimo Lualdi. La6 visibile in Lombardia e zone limitrofe sul canale 86 e 586 in HD, Piacenza-Parma-Reggio Emilia sul canale 86, in Piemonte canale 616 e presto nel resto dell'Emilia Romagna sul canale 676.

## Programmi
- La 6 News, notiziario in 5 edizioni giornaliere
- Paddock, approfondimento settimanale dedicato alla Formula 1, MotoGP, Superbike. Conduce Franco Bobbiese
- Bobb Gear Love Gear e Bobb Gear Magazine, approfondimento settimanale dedicato a tutti gli appassionati di motori, legato al mondo delle due e quattro ruote, moderne e d'epoca. Conduce Franco Bobbiese con gli opinionisti Dario Contin e William Jonathan
- Action - Bobb Gear on the road, programma dedicato a tutti gli appassionati di motori con test di guida e prove comparative dei modelli di attuale produzione di auto e moto. Conduce Franco Bobbiese
- Tourist Trophy - Road Races, appuntamento dedicato al mondo delle corse sui circuiti stradali più mozzafiato del mondo. Conduce Franco Bobbiese
- Real F1, rubrica settimanale sulla Formula 1 a partire dagli anni 60. Conduce Franco Bobbiese con Arturo Merzario
- Storie di motori, rubrica che raccoglie le interviste di chi ha fatto del motorsport la sua professione. Conduce Franco Bobbiese
- Car & Bike wars - la sfida con 3 auto o 3 moto ed i proprietari secondo la visione dei Giudici Franco Bobbiese, Gabriele Sirtori, Simone "Motostar" e Dario Contin, questi ultimi già opinionisti del fortunato Bobb Gear.
- Motocross my passione, appuntamento dedicato al mondo del Motocross - conduce Adriano Narducci
- Speciale Salute - Dottor Piero Mozzi,  programma a cura di Paolo Bobbiese che vede la presenza in studio del dottor Piero Mozzi, che affronta la questione della salute e del benessere collegata all'alimentazione secondo la dieta del gruppo sanguigno ed alla medicina naturale.
- Sulla scena del crimine, programma di approfondimento sui fatti di cronaca. Conduce Francesca Palladini
- La notizia, programma di approfondimento sulle notizie di cronaca, politica, economia e fatti della settimana. Conduce Paolo Bobbiese
- Un'ora con...La6, programma di approfondimento sui fatti della settimana. Conduce Paolo Bobbiese
- City Report, appuntamento settimanale a cura di Tullio Trapasso sugli avvenimenti cittadini.
- Europa News, appuntamento settimanale sugli avvenimenti europei
- Derby 2.0, appuntamento settimanale sugli avvenimenti calcistici
- Becker - Forchette Stellari, rubrica culturale gastronomica con Fabrizio Nones
- Ora musica - La musica in TV
- 6 In Salute - rubrica settimanale sulla salute con Lorella Bertoglio
- Parole d'amore, in diretta con il prof. Maurizio Bossi